# 청소년 성소수자 지원센터 띵동
사단법인 청소년 성소수자 지원센터 띵동은 정욜(정민석)이 만든 청소년 성소수자 지원 단체이다. 청소년 성소수자 위기지원센터 띵동이었다가 사단법인으로 등록하면서 이름이 바뀌었다.